# Sean Keenan (acteur)
Sean Keenan (18 januari 1993) is een Australische acteur, het bekendst vanwege zijn rol in de Australische televisieserie Lockie Leonard.

## Carrière
Keenan werd bekend door zijn hoofdrol in de Australische televisieserie Lockie Leonard. Deze serie werd geproduceerd en uitgezonden in 2007 en 2010, de serie telde twee seizoenen. In 2007 en 2008 werd Keenan drie keer genomineerd voor verschillende prijzen voor zijn hoofdrol in de serie, deze heeft hij niet gewonnen.
In 2011 speelde hij in een miniserie die een bewerking was van Tim Wintons roman Cloudstreet. In 2012 kreeg Keenan een rol als Young Andy Fisher in de film Drift en later in dat jaar kreeg hij een rol in de Australische miniserie Puberty Blues.

## Filmografie
- Library of Congress Control Number: no2018081178
- Système universitaire de documentation: 26569504X
- Virtual International Authority File: 6414152988213612790007
- WorldCat: E39PBJhrYx9RrhPCBprMkcWFKd